# Santa Susanna de Riner
|  | Aquest article tracta sobre l'església al municipi de Riner. Si cerqueu el nucli de població al municipi de Riner, vegeu «Santa Susanna (Riner)». |

Santa Susanna és l'església parroquial del nucli de Santa Susanna del municipi de Riner (Solsonès) catalogada a l'Inventari del Patrimoni Arquitectònic de Catalunya.

## Arquitectura

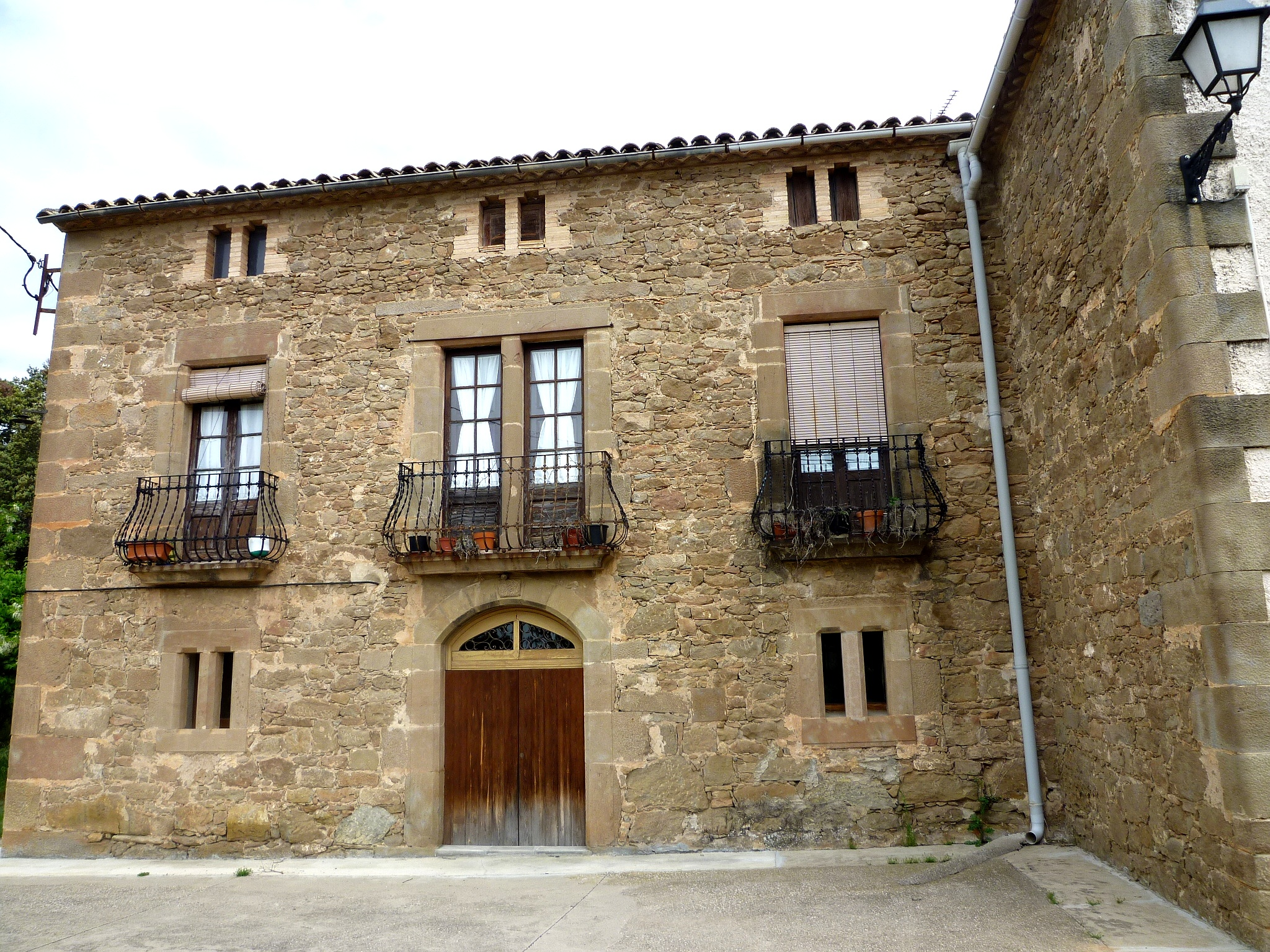
La rectoria

Església de planta rectangular, d'una sola nau amb teulada a dos vessants. A la façana principal hi ha la porta d'arc de mig punt, a sobre un petit rosetó i coronant la façana una creu. Al costat hi ha la torre quadrada del campanar amb una obertura d'arc de mig punt a cada cara. Tota la façana està arrebossada excepte un sòcol de pedra. Emmarcant les obertures i a les cantonades hi ha una motllura amb forma de carreus.

## Història
El lloc és esmentat ja el 1029, i els delmes eren de l'Hospital de Solsona. La primitiva església es troba arruïnada en un altre emplaçament: sota el xalet de Can Roja- Bon Repòs. L'actual fou bastida l'any 1929 prop de la carretera, no gaire lluny de l'antic camí ral. Està dedicada a Santa Susanna i també és venerat Sant Blai (la imatge es troba en un altar lateral). Adossada a l'església hi ha la rectoria.